# Karl-Wilhelm Bollow

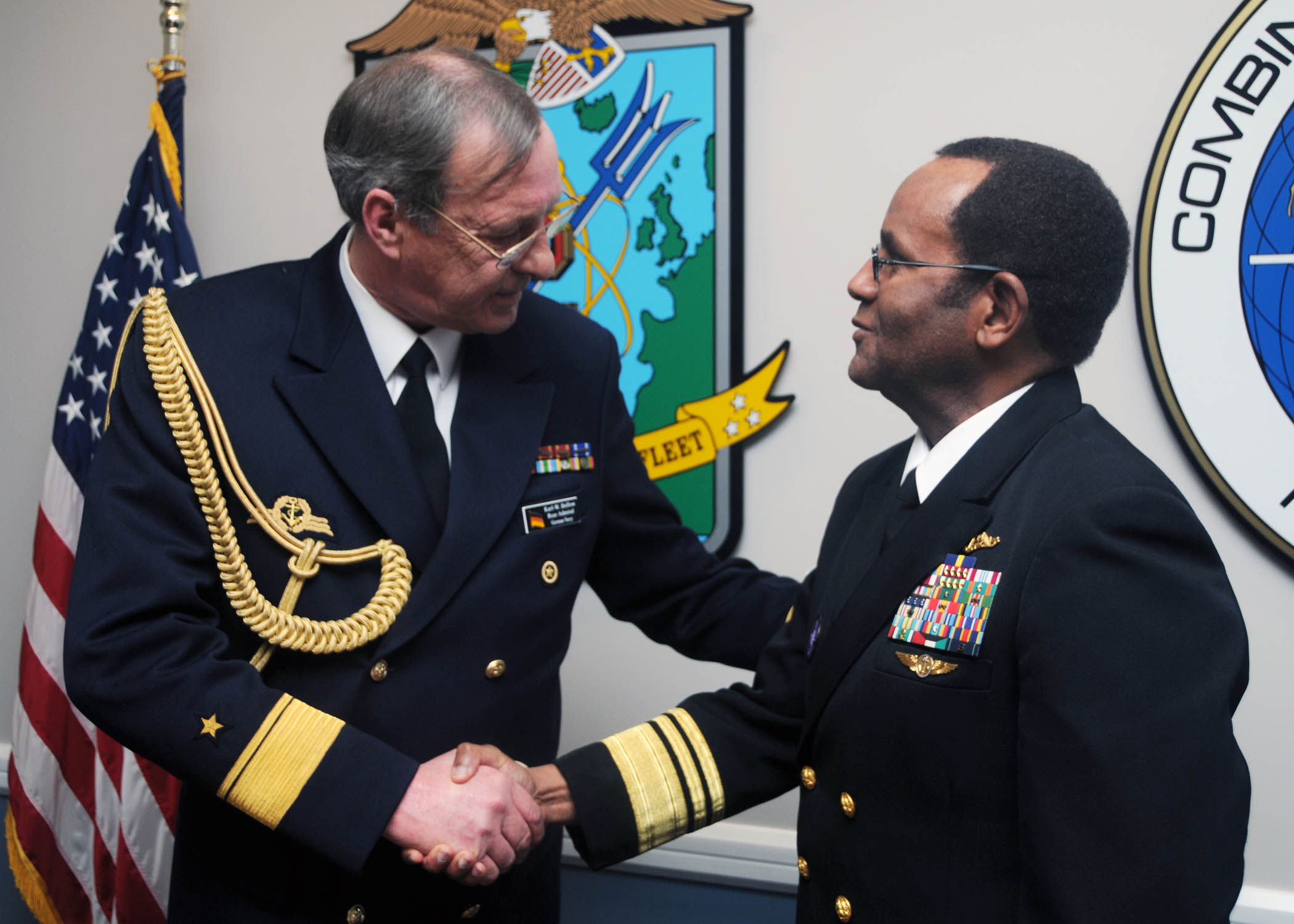
Karl-Wilhelm Bollow (links) zusammen mit dem US-amerikanischen Vice Adm. Mel Williams Jr. (2010)

Karl-Wilhelm Bollow (* 30. August 1952) ist ein deutscher Flottillenadmiral a. D.
Bollow absolvierte seine Ausbildung als Angehöriger der Crew VII/72. Nach dem Studium an der Helmut-Schmidt-Universität (Abschluss Diplom-Kaufmann) hatte er seine ersten Verwendungen in der Schnellbootflottille. Von 1980 bis 1982 war er Kommandant des Schnellboots S-52 Storch im 5. Schnellbootgeschwader. Nach dem B-Lehrgang (Schiffswaffen) wechselte er 1983 in die Zerstörerflottille, die spätere Einsatzflottille 2. Von 1986 bis 1988 absolvierte er den Admiralstabsdienstlehrgang an der Führungsakademie der Bundeswehr in Hamburg.
Von 1988 bis 1990 war Bollow Erster Offizier auf dem Zerstörer Rommel. Von 1991 bis 1995 war er Stellvertretender Marineattaché an der Deutschen Botschaft in Washington, D.C. Von Mai 1995 bis März 1997 war er Kommandant der Fregatte Karlsruhe. Von 1999 bis 2002 war Bollow Kommandeur des 4. Fregattengeschwaders. Im Anschluss daran wurde er Arbeitsbereichsleiter im Planungsstab des Bundesministeriums der Verteidigung.
Vom 1. Oktober 2006 bis zum 30. September 2009 war er Kommandeur der Einsatzflottille 2 in Wilhelmshaven. 2007 nahm er als Kontingentführer an der Mission UNIFIL im östlichen Mittelmeer teil.
In seiner letzten Verwendung war er vom 1. Oktober 2009 bis zum 31. Oktober 2012 deutscher Militärattaché an der Deutschen Botschaft in Washington, D.C.